# Eochaid Sálbuide
Pour les articles homonymes, voir Eochaid.
Eochaid Sálbuide mac Loche (i.e: au Tallon Jaune)  est un roi d'Ulaid selon  les légendes médiévales et la tradition pseudo historique irlandaise.

## Roi d'Ulaid
Eochaid Sálbuide règne sur l'Ulaid pendant 3 ans dans la période qui précède immédiatement les événements  faisant l'objet de l'épopée mythologique irlandaise le  Cycle d'Ulster. Il est tué lors de la Bataille de Leitir Ruadh, en combattant aux côtés de l'Ard ri Erenn Fachtna Fáthach  contre  Eochaid Feidlech qui s'empare du pouvoir.
Eochaid est de  plus  connu comme le  père de la célèbre  Ness. Son successeur sur le trône d'Ulaid est Fergus Mac Roeg .

## Source
- (en) Cet article est partiellement ou en totalité issu de l’article de Wikipédia en anglais intitulé « Eochaid Sálbuide » (voir la liste des auteurs), édition du 6 avril 2012.